# إنريكتا بينتو
إنريكتا بينتو (بالإسبانية: Enriqueta Pinto Garmendia)‏ هي صاحبة صالون أدبي تشيلية، ولدت في 1817 في توكومان في الأرجنتين، وتوفيت في 1904.